# Yoko Isoda
Yoko Isoda, född den 26 augusti 1978 i Ōsakasayama, Japan, är en japansk konstsimmare.
Hon tog OS-silver i lagtävlingen i konstsim i samband med de olympiska konstsimstävlingarna 2000 i Sydney.